# Crni blok
Crni blok (engl. Black Bloc) je grupa afiniteta koja se okuplja za proteste, antiglobalističke demonstracije, marševe ili razne oblike klasne borbe. Sastoji se od ljudi obučenih u crno, mahom omladine, koji su najčešće anarhističkog i antikapitalističkog uverenja. 
Crni blok nije organizacija, već strategija, poput građanske neposlušnosti. Iako se strategija crnog bloka javlja na svim većim antiglobalističkim demonstracijama (u Đenovi, Pragu, Sijetlu, Vašingtonu, Edinburgu, itd.) ne postoji stalna organizacija crnog bloka između protesta.

## Nastanak
Crni blok se prvi put javlja u Nemačkoj tokom 1980-ih, kao odgovor na nasilje države prema radikalnim aktivistima. To je bio izraz kojim su policajci opisivali militantnu skvotersku omladinu i autonomne, koji su se borili protiv njih na ulicama za odbranu skvotova, marširajući sa kacigama, ski maskama i uniformnom crnom odećom, a oni najspremniji su nosili i cokule ojačane metalom, štanlge, palice, pendreke i štitove. Takođe su maskirani u crne fantomke branili turske emigrante od neonacističkih napada, naročito u Istočnoj Nemačkoj posle pada Berlinskog zida. 
Prvi američki crni blok je organizovan tokom protesta protiv Zalivskog rata 1991, a ta strategija postaje izrazito popularna krajem 1999. na masovnim demonstracijama protiv Svetske trgovinske organizacije u Sijetlu koje su bacile crni blok u žižu međunarodne pažnje. 

## Crna boja
Crno je boja anarhizma, koja se istorijski može pratiti još od crnih zastava gusara i pariske komune, što je jedan od razloga što se on naziva "crni" blok. Crno se takođe nosi na demonstracijama da bi se sačuvala anonimnost, uključujući i crne maske, pošto policijske snage snimaju proteste video kamerama. Maske, osim anonimnosti, doprinose i gubitku ličnog identiteta i stvaranju osećaja pripadnosti i jednakosti među učesnicima (vidi zapatisti). 

## Taktike
Taktike tipične za crni blok su marširanje, dizanje barikada, zauzimanje ulica bez dozvole, uništavanje imovine multinacionalnih korporacija, napadanje i razoružavanje policajaca, pružanje prve pomoći ljudima nastradalim prilikom policijske intervencije suzavcem, oslobađanje od hapšenja, pravljenje lanca, itd. Oslobađanje od hapšenja najčešće funkcioniše tako što su ljudi koji neće da budu uhapšeni brojniji od policajaca i jer je većina policajaca šokirana što aktivisti pokušavaju da oslobode nekoga. Pravljenje lanca služi da se blok ujedini i da otežaju policiji posao da rasturi članove. To je neka vrsta policijske formacije, poput kordona, samo izuzetno promenljivija i spontanija.

## Razlozi
Postoji više razloga zašto neki anarhisti prave crni blok na demonstracijama. Oni, kao najvažnije, navode:
- solidarnost - ogroman broj anarhista pravi odstupnicu od policijskog nasilja i demonstrira principe solidarnosti među potlačenima;
- upadljivost - crni blok kao gej parada ponosa;
- ideje - način da se predstavi anarhistička kritika na protestu tog dana;
- međusobna pomoć i slobodno udruživanje - su očigledan primer kako se grupe afiniteta mogu udruživati u veće grupe i spajati se zarad zajedničkih ciljeva;
- eskalacija - način da se uzburka protest i da pređe granicu reformizma i dostigne revolucionarno stanje.

## Uništavanje imovine
Česti su sukobi crnog bloka i policije jer se oni svesno odlučuju za taktike koje uključuju uništavanje imovine. Najčešće mete napada su simboli ekonomske moći i političke kontrole - banke, multinacionalne korporacije i video kamere za nadgledanje. Mnogi aktivisti ne mogu da prihvate činjenicu da se drugi aktivisti bave uništavanjem imovine. U svakom slučaju ostaje pitanje koje je postavio anonimni aktivista crnog bloka: “Šta je užasnije, petominutno nasilje nad simboličkim objektima kapitala ili ono koje kapital svakodnevno čini nad milionima anonimnih žrtvi?”

## Kritika
Taktike crnog bloka su meta sve češćih kritika, kako drugih aktivista unutar pokreta, tako i šire javnosti. Najčešće ih optužuju za vandalizam, kršenje zakona, nezrelost i bezrazložno nasilje. 

## Spoljašnje veze
- Crni blok za glupane (na engleskom)
- Crni blok, prezentacija i analiza od strane vojske (na francuskom)
- Crni blok u Nemačkoj na anti-nacističkim protestima
- Primer direktne akcije/Crni blok